# Luis Silvela y Casado
Luis Silvela y Casado (Madrid, 3 de juny de 1865 - 1928) va ser un advocat, periodista i polític espanyol. Va ser ministre d'Instrucció Pública i Belles arts, ministre de Governació i ministre de Marina durant el regnat d'Alfons XIII d'Espanya. Va ser Alt Comissari Espanyol al Marroc el 1923 i alcalde de Madrid en dues ocasions.

## Biografia
Fill de Manuel Silvela i nebot de Francisco Silvela va ser membre del Partit Liberal i va iniciar la seva carrera política en les eleccions de 1898 obtenint un escó per la circumscripció de Cuba. A les eleccions generals espanyoles de 1901 el va obtenir per Granada i des de llavors, i fins a 1923 per la d'Almeria.
Va ser ministre d'Instrucció Pública i Belles arts entre el 2 de març i el 22 de març de 1918. En aquest mateix any va ocupar la cartera ministerial de Governació entre el 9 de novembre i el 5 de desembre i finalment, va ser ministre de Marina entre el 7 de desembre de 1922 i el 16 de febrer de 1923.
Així mateix, va ser alcalde de Madrid en dues ocasions, el 1917 i el 1918. Fundà i dirigí el periòdic La Mañana.
En record dels seus serveis, el rei Alfons XIII va concedir a la seva única filla el títol de marquès de Zurgena. Un carrer a Madrid porta el seu nom.